# وسکنی
وسکنی (به مجاری:  Veszkény) یک منطقهٔ مسکونی در مجارستان است که در ناحیه کاپووار واقع شده‌است. وسکنی ۱۰٫۳۵ کیلومتر مربع مساحت و ۹۱۱ نفر جمعیت دارد.